# راي آم
راي آم (بالإنجليزية: Ray Amm)‏ مواليد 10 ديسمبر 1927 في هراري، روديسيا الجنوبية - الوفاة 11 أبريل 1955 في إيمولا، إيطاليا، كان متسابق دراجات نارية من روديسيا الجنوبية. نافس في سباقات بطولة العالم لفئة 500 سي سي ولفئة 350 سي سي ولفئة 50 سي سي. كما شارك في كأس جزيرة مان السياحية. توفي إثر حادث تعرض له أثناء السباق.

## روابط خارجية
- راي آم على موقع MotoGP.com (الإنجليزية)